# Iglesia de San Julián (Santa Olalla)
La Iglesia de San Julián de Santa Olalla es uno de los dos templos católicos de este municipio, San Pedro Apóstol y San Julián. Tiene sus orígenes en el siglo XVI.

## Historia
Fue fundada en el primer cuarto del siglo XVI por el primer conde de Orgaz y señor de Santa Olalla, Alvar Pérez de Guzmán Suárez de Mendoza. Fue ampliada y reestructurada por su descendiente el Conde de Orgaz, Juan Hurtado de Mendoza Guzmán y Rojas (Antoniana (Álava), 1536 – Santa Olalla, 1606) casado con Leonor Carrillo de Figueroa.
Fue mandada construir sobre una capilla mudéjar más antigua, de principios del siglo XVI, el arquitecto toledano Juan de Espinosa Monegro trazo el actual diseño en el año 1618. La decoración es principalmente barroca del XVII, e intervinieron en ella importantes artistas como Luis Tristán, Juan Carreño de Miranda, José Martínez Colmenero, Juán Gómez Lobo y Toribio González.

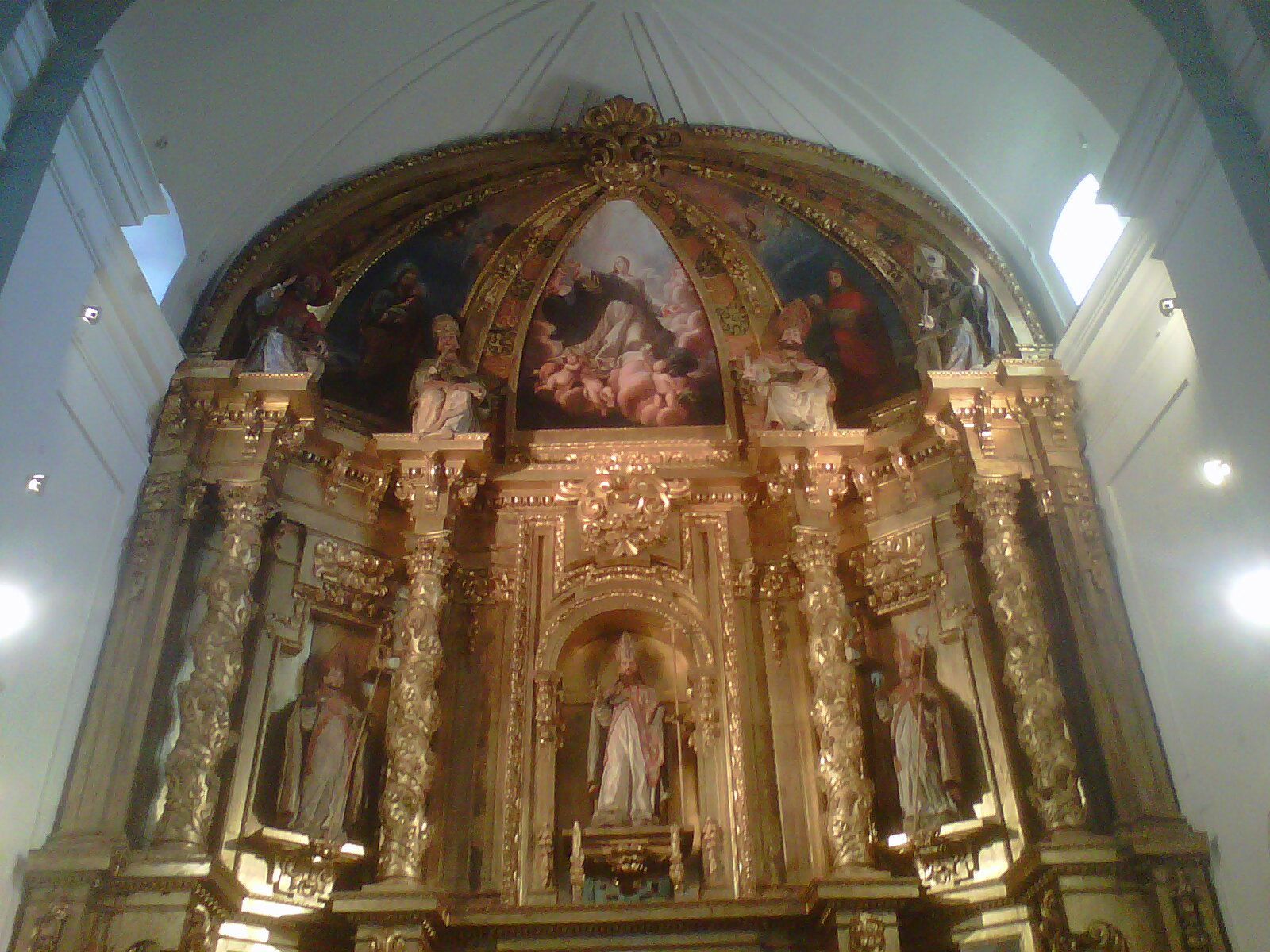
Retablo mayor de San Julián

En la iglesia de San Julián se conservan nueve retablos con un importante valor artístico. Destaca especialmente el retablo mayor pre-churrigueresco cuyo autor principal es Juan Gómez Lobo. Está dedicado al titular del templo por lo que se le denomina retablo mayor de San Julián, pero que al estar en él representados tres San Julián distintos, es conocido popularmente como el retablo de los “San Julianes”. Está considerado como la mejor obra barroca de la comarca de Torrijos y una de las mejores de Castilla-La Mancha.
La iglesia de San Julián fue panteón funerario de los Condes de Orgaz en los siglos XVII y XVIII.
Esta iglesia es la sede canónica de las cofradías de la Semana Santa de Santa Olalla, Cofradía de la Virgen de los Dolores, Cofradía de Jesús Nazareno de Medinaceli de Santa Olalla y Hermandad del Santo Sepulcro. También es sede de la Cofradía del Cristo de la Caridad, de la Cofradía de San Antón y el Corpus Christi y de la Hermandad de la Virgen del Carmen.
- Datos: Q5910601
- Multimedia: Iglesia de San Julián, Santa Olalla / Q5910601